# Ноче (Фиренца)
Ноче је насеље у Италији у округу Фиренца, региону Тоскана.
Према процени из 2011. у насељу је живело 71 становника. Насеље се налази на надморској висини од 365 м.